# 1990 MC
1990 MC är en asteroid i huvudbältet som upptäcktes den 18 juni 1990 av den amerikanske astronomen Henry E. Holt vid Palomarobservatoriet.
Asteroiden har en diameter på ungefär 7 kilometer.